# Terribile (1861)
Panserskibet Terribile var det første panserskib i den nye italienske marine, der blev skabt, da Italien blev samlet i 1861. Skibet blev bestilt i Frankrig af kongeriget Sardiniens førsteminister, Cavour, og skulle oprindelig blot have været et flådebatteri til tjeneste langs kysten. Planerne blev imidlertid ændret undervejs, og skibet blev i stedet bygget som en søgående pansret korvet. Navnet betyder "skrækkelig" eller "forfærdelig".

## Tjeneste
Terribile deltog lige som alle de andre italienske panserskibe i slaget ved Lissa i juli 1866. Lige som de øvrige panserskibe havde det den 20. juli fået til opgave at bombardere de østrigske fæstningsanlæg på øen. Terribile blev sendt til Comisa-bugten, og da den østrigske flåde angreb, nåede skibet ikke tilbage til hovedflåden, men sluttede sig i stedet til transportflåden. Efter krigen fik det nye kedler i 1872-73 og nye kanoner i 1878. Fra 1885 gjorde det tjeneste som skoleskib, til det udgik i 1904.